# Алі Джавдат аль-Айюбі
Алі Джавдат аль-Айюбі (араб. علي جودت الأيوبي; 11 листопада 1886 — 3 березня 1969) — іракський політик, тричі обіймав посаду прем'єр-міністра країни.

## Життєпис
Аль-Айюбі народився 1886 року в Мосулі. Його батько був сержантом поліції, а після відставки — власником продовольчої крамниці. У ранньому віці батьки відправили його до Багдада, де його вихованням займалась тітка. У столиці Алі Джавдат вступив до військової школи. Після завершення навчання переїхав до Стамбула, де навчався у військовому коледжі разом з Джафаром аль-Аскарі, Нурі аль-Саїдом Джамілем аль-Мідафаї та Ясіном аль-Хашимі. Разом з останніми під час Першої світової війни боровся за незалежність арабського світу від османського володарювання. Після заснування 1921 року Королівства Ірак та сходження на престол Фейсала I обіймав різні керівні посади. Зокрема був військовим губернатором Алеппо й Хомса, а також губернатором Хілли, Наджафа, Кербели, Мосула, Діяли та Басри. У різні періоди обіймав урядові посади міністра фінансів, внутрішніх справ, закордонних справ, а також посла Іраку при британському дворі, у Франції й Вашингтоні. Пізніше тричі обіймав посаду голови іракського уряду.